# فريدرك بارث
نص سفلي
فريدريك بارث (بالنرويجية: Fredrik Barth)‏ ‏(22 ديسمبر 1928 - 24 ديسمبر 2016) من أهم أعلام الأنثروبولوجيا المعاصرة وأفضل من عرف بدراساته البنائية لجماعات الشرق الأوسط والبدو وبشكل خاص نحو دراسة البناءات السياسية والقرابية في تلك الجماعات. وجه اهتماماته النظرية نحو دراسة نماذج التنظيم الاجتماعي والأنثروبولوجيا الاقتصادية والتغير الاجتماعي، فضلا عن إسهاماته النظرية المتعلقة بالاثنيات Ethnicity والميكانزمات التي تحافظ على حدود الجماعات الاثنية المتنوعة، وهو أستاذ في قسم والأنثروبولوجيا في جامعة بوسطن، كما عمل أستاذا بجامعة برجن، جامعة أوسلو، جامعة إيموري، جامعة هارفارد.

## من أهم مؤلفاته
1. النماذج الانثروبولوجية والحقيقة الاجتماعية(1966).
2. القيادة السياسية في السواث باثان(1968).
3. الجماعات الاثنية والتخوم(1968).
4. الطقوس والمعرفة في غينيا الجديدة(1975).
5. صحار:الثقافة والمجتمع في بلدة عمانية(1983).
6. الكونيات في مجال العمل:المنهج المولد للتنوع الثقافي في مجتمع غير ظاهري في غينيا الجديدة(1987).
7. عوالم الباليين(1993).
8. ستون عاما من الأنثروبولوجيا(2006).

## وصلات خارجية
- http://www.anthrobase.com/Dic/eng/pers/barth_fredrik.htm
- http://www.annualreviews.org/doi/abs/10.1146/annurev.anthro.36.081406.094407